# Кызыл-Кия (Джалал-Абадская область)
Кызыл-Кия (кирг. Кызыл-Кыя) — село в Сузакском районе Джалал-Абадской области Кыргызстана. Входит в состав Кызыл-Кияского айылного аймака.

## География
Село расположено в юго-восточной части области, на правом берегу реки Чонг-Орток, на расстоянии приблизительно 41 километра (по прямой) к северо-востоку от села Сузак, административного центра района. Абсолютная высота — 1472 метра над уровнем моря.

## Население
Согласно оценочным данным Национального статистического комитета Кыргызской Республики, численность населения села на начало 2023 года составляла 1503 человека.
| год     | 2009 | 2014 | 2015 | 2020 | 2021 | 2023 |
| ------- | ---- | ---- | ---- | ---- | ---- | ---- |
| человек | 937  | 947  | 1306 | 1508 | 1469 | 1503 |